# Bernard Dong Bortey
Bernard Dong-Bortey, (ibland Bernard Dong Bortey eller Bernard Don Bortey) född 22 september 1982 i Tema, är en ghanansk fotbollsspelare.

## Klubbkarriär
Bernard Dong-Bortey inledde sin karriär i Ghapoha i sin hemstad Tema. Han drog snart till sig uppmärksamhet för sin förmåga på plan och de ghananska mästarna Hearts of Oak värvade spelaren inför säsongen 2001. Där var han del av lagets dominanta period under början av 2000-talet under ledning av tränare Herbert Addo och bildade tillsammans med Charles Asampong Taylor, Ishmael Addo, and Emmanuel Osei Kuffour den s.k. 64 Battalion. Dong-Bortey fick även smeknamnet Dong Dada Diouf för sin likhet till senegalesen El-Hadji Diouf då de båda hade kort, blonderat hår och en liknande, teknisk spelstil. Under tiden i Hearts vann de ligan fyra gånger och han blev dessutom delad skyttekung med lagkamraten Charles Asampong Taylor säsongen 2002 på 18 gjorda mål. Under tiden i Hearts var han även utlånad i sex månader till Al-Wasl i Förenade Arabemiraten. Han var även utlånad till israeliska Bnei Sakhnin under säsongen 2008-2009 där han gjorde en match från start och ett inhopp i Intertotocupen i andra omgången mot Deportivo de La Coruña. Dong-Bortey gjorde dock inga framträdanden i ligan och återvände till Ghana redan efter några månader.
Inför säsongen 2010 flyttade Dong-Bortey till regerande mästarlaget Aduana Stars. Under hösten 2011 var han på väg att lånas ut till de regerande vietnamesiska mästarna Sông Lam Nghệ An FC men klubbarna kunde enligt uppgift inte komma överens om de ekonomiska detaljerna i övergången. Den 21 januari 2012 under en FA Cup-match mot King Solomon attackerade Dong-Bortey matchens domare. Efter beslut från fotbollsförbundets disciplinära nämnd stängdes han av i 12 månader. Till följd av avstängningen återupptogs förhandlingarna med den vietnamesiska klubben och i april 2012 lånades han ut under resterande del av säsongen.
I augusti 2015 värvade svenska division 2-laget Ånge IF spelaren till slutstriden om uppflyttning efter rekommendation från vännen och landsmannen Anthony Obodai som redan spelade i laget. Dong-Bortey gjorde sin debut när han ersatte Tevin Shakespeare på övertid i matchen mot Gällivare Malmbergets FF som slutade 2-2. Han spelade 90 minuter i efterföljande match i distriktsmästerskapen (förlust 5-0 mot Selånger FK) och gjorde sin debut från start i serien borta mot Skellefteå FF (förlust 8-0) där han blev utbytt efter 72 minuter. Matchen blev även spelarens sista för laget.
Ånge IF missade uppflyttning efter att ha slutat på en tredje plats och både Anthony och Bernard lämnade laget.
I maj 2016 skrev Dong-Bortey på ett korttidskontrakt över säsongen med andradivisionslaget Samartex FC.

## Landslagskarriär
Dong-Bortey representerade Ghana under U17-världsmästerskapet 1999 i Nya Zeeland. Han spelade sex matcher för sitt land och gjorde tre mål i storsegern (7-0) i gruppspelet mot Thailand. Ghana nådde ända fram till en andraplats i turneringen.
Han debuterade för seniorlandslaget 2002 och har spelat sex matcher för Black Stars, varav tre matcher i kvalet till VM 2006.

## Utmärkelser
- Ghana Premier League mästare med Hearts of Oak - 2001, 2002, 2004–05, 2006–07, 2009.
- CAF Confederation Cup mästare med Hearts of Oak SC - 2004.
- Skyttekung (goal-king) i Ghana Premier League - 2002 (delat med Charles Asampong Taylor)